# ماریو ولارده
ماریو ولارده (اسپانیایی: Mario Velarde‎; ۲۹ مارس ۱۹۴۰ – ۱۹ اوت ۱۹۹۷) بازیکن و مربی فوتبال اهل مکزیک بود.
از باشگاه‌هایی که در آن بازی کرده‌است می‌توان به باشگاه فوتبال اونیورسیداد ناسیونال اشاره کرد.
او همچنین در تیم ملی فوتبال مکزیک بازی کرده‌است.